# تشاك ستيوارت (مصور)
تشاك ستيوارت (بالإنجليزية: Chuck Stewart)‏ هو مصور أمريكي، ولد في 21 مايو 1926 في هنريتا في الولايات المتحدة، وتوفي في 20 يناير 2017 في تينيك (نيوجيرسي) في الولايات المتحدة.

## وصلات خارجية
- تشاك ستيوارت على موقع IMDb (الإنجليزية)
- تشاك ستيوارت على موقع ميوزك برينز (الإنجليزية)